# Висока (Вонґровецький повіт)
Висока (пол. Wysoka, нім. Hohenheim) — село в Польщі в гміні Скоки Вонґровецького повіту Великопольського воєводства.
Населення — 59 осіб (2011).
У 1975-1998 роках село належало до Познанського воєводства.

## Демографія
Демографічна структура станом на 31 березня 2011 року:
|          | Загалом | Допрацездатний вік | Працездатний вік | Постпрацездатний вік |
| -------- | ------- | ------------------ | ---------------- | -------------------- |
| Чоловіки | 28      | 9                  | 16               | 3                    |
| Жінки    | 31      | 6                  | 14               | 11                   |
| Разом    | 59      | 15                 | 30               | 14                   |